# Guillermo Bernal Romero
Guillermo Bernal Romero (Ciudad de México, 14 de junio de 1960 - Ciudad de México, 4 de marzo de 2021) fue un historiador e investigador mexicano. Se especializó en la epigrafía de la escritura maya.

## Estudios
Realizó sus estudios de bachillerato en la Escuela Nacional Preparatoria 1 “Gabino Barreda” y de licenciatura en historia en la Facultad de Filosofía y Letras de la Universidad Nacional Autónoma de México (UNAM) obteniendo su título en 1979, además cursó arqueología en la Escuela Nacional de Historia y Antropología (ENAH).  Se especializó en estudios mesoamericanos cursando una maestría de 2004 a 2006 y un doctorado de 2007 a 2011. Las tres tesis que escribió para obtener sus grados académicos se basaron en investigaciones realizadas en Palenque, la de licenciatura en 2003, El Tablero de K'an Tok: reconstrucción, análisis epigráfico e implicaciones historiográficas en una inscripción glífica maya del Grupo XVI, Palenque, Chiapas, la de maestría en 2006, El trono de K'inich Ahkal Mo' Nahb': una inscripción glífica del Templo XXI de Palenque y la de doctorado en 2011. El señorío de Palenque durante la Era de K'inich Janaahb' Pakal y K'inich Kan B'ahlam (615-702 d. C.).  Realizó diversos cursos de especialización y participó en varios seminarios sobre escritura jeroglífica maya y náhuatl, así como de idioma chol.

## Investigador
De 1998 a 2005 colaboró para el Proyecto Arqueológico Palenque, llegando a ser director del Museo Alberto Ruz Lhuillier del Instituto Nacional de Antropología e Historia (INAH). Desde 2006 fue investigador de tiempo completo del Centro de Estudios Mayas del Instituto de Investigaciones Filológicas (IIFI) de la Universidad Nacional Autónoma de México.  Los resultados de sus continuas investigaciones sobre la historia dinástica y de la vida ceremonial de Palenque los publicó en artículos de divulgación en revistas especializadas, así como en algunos libros, de tal forma que es citado frecuentemente por otros mayistas, arqueólogos e historiadores. Fue un asiduo participante de las Mesas Redondas de Palenque.

## Obras publicadas
Colaboró frecuentemente para la revista Estudios de Cultura Maya del Centro de Estudios Mayas de la UNAM, así como para la revista Arqueología Mexicana. Algunos títulos de sus publicaciones son:
- “Un vagabundo en las selvas: el caso de Juan de la Sosa” en Estudios de Cultura Maya en coautoría con Ana Luisa Izquierdo, en 1999.
- “Palenque (Toktan o B'aak): secuencia dinástica” en Arqueología Mexicana, en 2000.
- Guía esencial Palenque, Chiapas, México: zona arqueológica y museo de sitio en coautoría con Martha Cuevas García y Arnoldo González Cruz en 2000.
- “El trono del Templo XXI de Palenque, Chiapas”, en Arqueología Mexicana en coautoría con Arnoldo González Cruz, en 2003.
- El trono de Ahkal Mo' Nahb' III: un hallazgo trascendental en Palenque, Chiapas, en coautoría con Arnoldo González Cruz en 2004.
- “El linaje de Ox Te' K'uh, una localidad provincial de Palenque. Comentarios sobre la identidad histórica de Tz'ak-b'u Ajaw y Kinuuw Mat”, en Mayab de la Sociedad Española de Estudios Mayas, Universidad Complutense de Madrid, en 2005.
- El Tablero de K'an Tok: una inscripción glífica maya del Grupo XVI de Palenque, Chiapas en 2009.
- El trono de K'inich Ahkal Mo' Nahb': una inscripción glífica del Templo XXI de Palenque', tesis de maestría, en 2006.
- Guía Palenque, Chiapas, México en coautoría con Martha Cuevas García y Arnoldo González Cruz, en 2010.